# Sutton Coldfield (circonscription britannique)
Circonscription parlementaire de la Chambre des communes
La circonscription de Sutton Coldfield est une circonscription électorale anglaise située dans le West Midlands et représentée à la Chambre des communes du Parlement britannique.

## Géographie
La circonscription comprend :
- Une partie de la ville de Birmingham
- La ville de Sutton Coldfield

## Députés
Les Members of Parliament (MPs) de la circonscription sont :
| Législature                        | Années        | Député          | Député      | Parti        |
| ---------------------------------- | ------------- | --------------- | ----------- | ------------ |
| Sutton Coldfield issue de Tamworth |               |                 |             |              |
| 38e                                | 1945–1950     |                 | John Mellor | Conservateur |
| 39e                                | 1950–1951     |                 | John Mellor | Conservateur |
| 40e                                | 1951–1955     |                 | John Mellor | Conservateur |
| 41e                                | 1955–1959     | Geoffrey Lloyd  |             | Conservateur |
| 42e                                | 1959–1964     | Geoffrey Lloyd  |             | Conservateur |
| 43e                                | 1964–1966     | Geoffrey Lloyd  |             | Conservateur |
| 44e                                | 1966–1970     | Geoffrey Lloyd  |             | Conservateur |
| 45e                                | 1970–1974     | Geoffrey Lloyd  |             | Conservateur |
| 46e                                | 1974–1974     | Norman Fowler   |             | Conservateur |
| 47e                                | 1974–1979     | Norman Fowler   |             | Conservateur |
| 48e                                | 1979–1983     | Norman Fowler   |             | Conservateur |
| 49e                                | 1983–1987     | Norman Fowler   |             | Conservateur |
| 50e                                | 1987–1992     | Norman Fowler   |             | Conservateur |
| 51e                                | 1992–1997     | Norman Fowler   |             | Conservateur |
| 52e                                | 1997–2001     | Norman Fowler   |             | Conservateur |
| 53e                                | 2001–2005     | Andrew Mitchell |             | Conservateur |
| 54e                                | 2005–2010     | Andrew Mitchell |             | Conservateur |
| 55e                                | 2010–2015     | Andrew Mitchell |             | Conservateur |
| 56e                                | 2015–2017     | Andrew Mitchell |             | Conservateur |
| 57e                                | 2017–2019     | Andrew Mitchell |             | Conservateur |
| 58e                                | 2019–2024     | Andrew Mitchell |             | Conservateur |
| 59e                                | 2024–en cours | Andrew Mitchell |             | Conservateur |

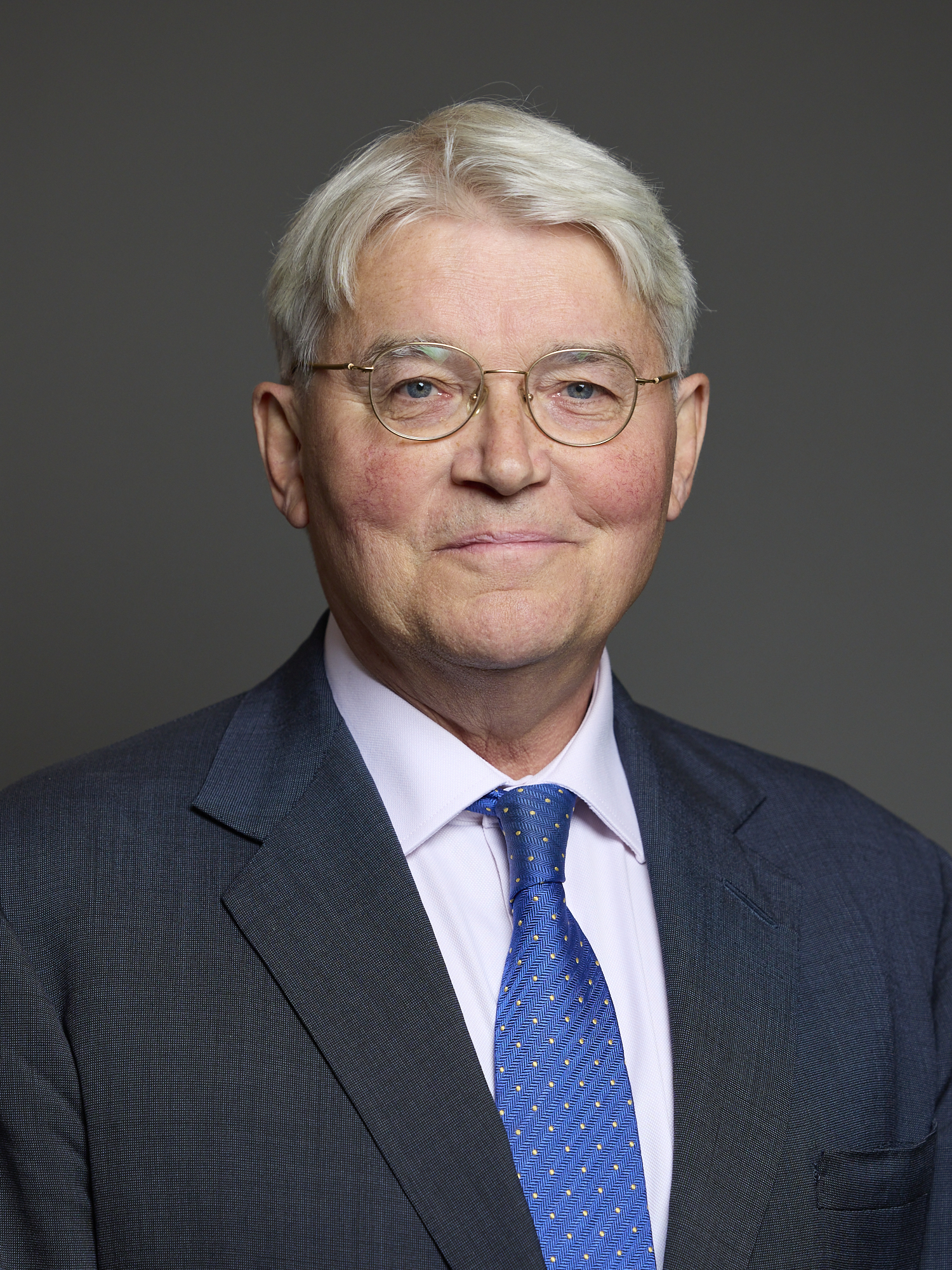
Andrew Mitchell (2001-en cours)